# 木戸松子

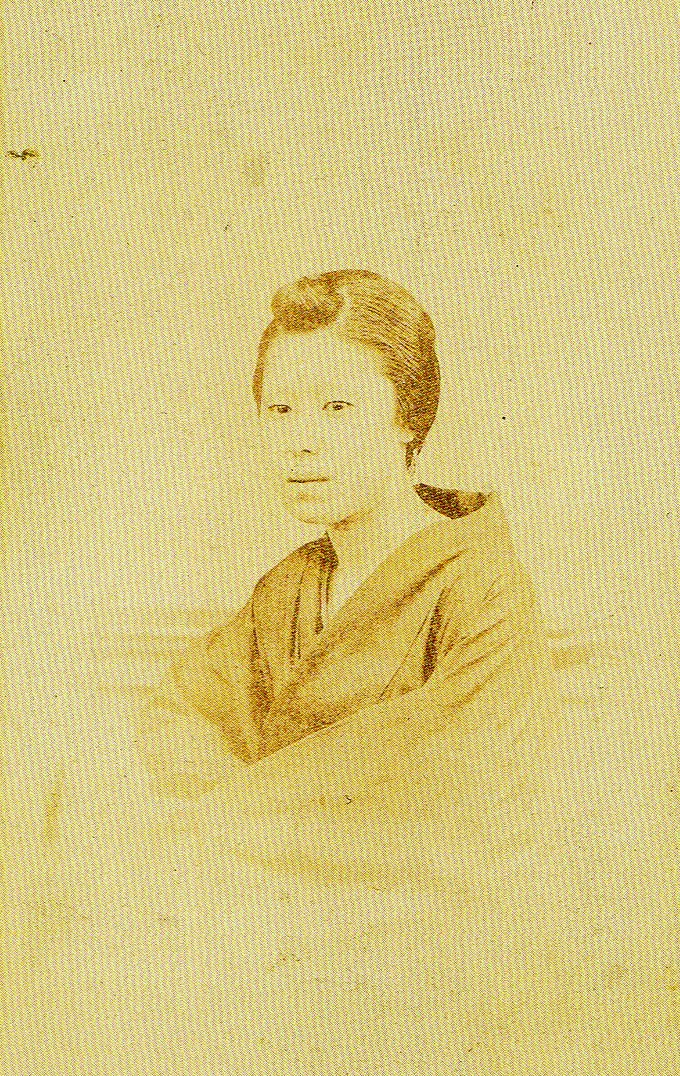
木戸松子、明治3年8月

木戸 松子（きど まつこ、天保14年10月1日（1843年11月22日） - 明治19年（1886年）4月10日）は、幕末から明治時代初期にかけての女性。京都三本木（現、京都市上京区三本木通）の芸妓幾松（いくまつ）として知られる、幕末の維新三傑・桂小五郎（後の木戸孝允）の恋人。明治維新後、正妻となり「木戸松子」となる。幼少時の名は斗（ます）、もしくは計（かず）、号は翠香院（すいこういん）。

## 生涯

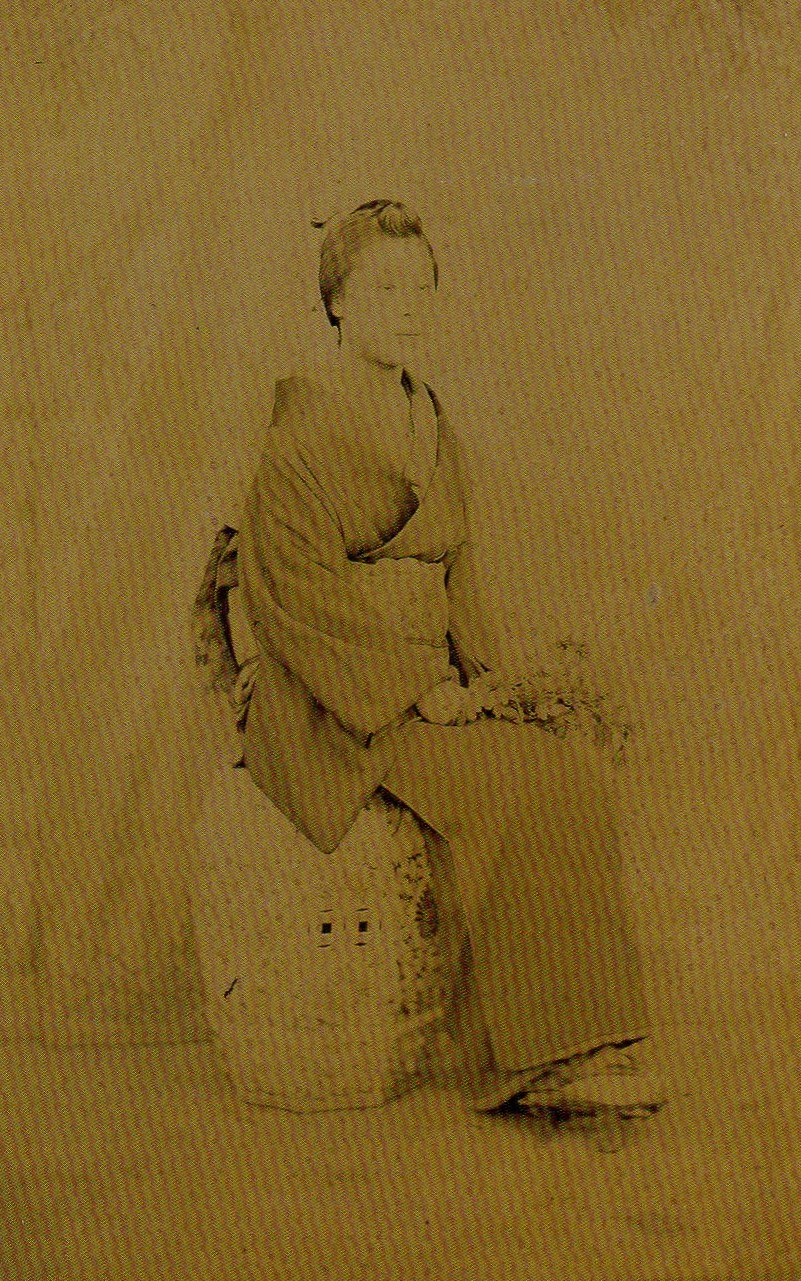
幾松、年代不明

木戸松子の生い立ち、幼少期、芸妓時代に関しては諸説ある。

### 生い立ち
父は若狭小浜藩士・木崎（生咲）市兵衛（きざき いちべえ）、母は三方郡神子浦の医師・細川益庵（太仲）（ほそかわ えきあん）の娘・末子（すみ）。
兄弟姉妹に関する記述は、
- 男4人に女3人の次女
- 男4人女2人の長女
- 姉1人弟1人の長女

など諸説があるが、『木戸侯爵家資料』によると男4人（清祐、由次郎、才三郎、政次郎）女3人（遠、松子、信）となっている。
父・木崎市兵衛は、若狭小浜藩主・酒井忠義に仕える。元来弓師の浅沼忠左衛門の次男であったが、木崎家の養子となった。町奉行の祐筆であったが、藩内の事件から罪を引き閉門を申しつけられる。その後、妻子を残し京都へ出奔。母・末子は子供を連れ実家の細川家に戻ったため、神子浦で幼少期計約5年間を過ごす。
その後、嘉永4年（1851年）あるいは同5年（1852年）、若狭小浜から上洛する。これにも、
- 父の出奔後、父らしき人を京で見かけたと伝え聞いた母が子供達を連れて共に京都へ向かった。
- 出奔した父を追って母が先に他の兄弟姉妹を連れて京都へ向かい、暫く母方実家細川の家に預けられていた計が両親の後を追い、行商人に助けられ京都へ向かった。
- 両親の後を追い、兄弟と共に向かった。

という諸説がある。
その後の父の消息にも、
- 嘉永4年（1851年）に他界し、その後、母は京都御幸町松原下るの提灯屋に嫁いだ。
- 父は他界しておらず家族と共に暮らした。

との説があるが、『木戸日記』『木戸孝允関係文書』には市兵衛とはっきり名前が記述されているので、父市兵衛は死亡しておらず家族と暮らした説が有力とされる。『木戸日記』によると明治7年（1874年）6月から京都土手町別邸に留守居役として父、母、弟、その姉（弟の姉となっているので松子の妹信の事）等が暮らしている。

### 三本木芸妓時代
一条家諸大夫の次男・難波常二郎（恒次郎）の養女となる。難波の妻は元々三本木の芸妓であり、初代「幾松」を名乗っていた。
安政3年（1856年）、14歳で三本木「吉田屋」から舞妓に出た。美しく利発で、芸事にも秀でた計は二代目「幾松」を襲名することとなり、瞬く間に有名な芸妓へと成長していった。幾松は笛と踊りを得意としたと伝えられる。
幾松の在籍した置屋は「瀧中」といい、維新後に「瀧中」は木戸所有となっている。土手町留守居役の木崎家は、月々木戸より送金される6両と三本木からの家賃収入でやりくりをしている。彼女の養父であった難波常二郎は、三本木別邸「瀧中」に住み、主に木屋町別邸のやりくりを任されており、その他京都での木戸の周りの様々な雑用を引き受けている。
幕末当時「瀧中」には幾松の妹芸妓・玉松と見習いのおもくがいたが、それぞれに維新後、河瀬秀治・佐畑信之と結婚し、仲人をしたのも孝允のようで、以後、木戸家とは親しく付き合っていた。

### 桂小五郎との出会い
桂小五郎と出会った当時の幾松は、山科の豪家が大層贔屓にしていた。桂がこれに張り合い、互いに自分だけのものにしようと随分お金を使ったが、最後は伊藤博文が刀で脅し幾松は桂のものになったと、『松菊木戸公逸話』の中で、児玉愛二郎は語っている。以後、桂が命の危険に晒されていた最も困難な時代に彼を庇護し、必死に支えつづけた。
元治元年（1864年）6月、池田屋事件が起こる。続いて起こる禁門の変以降、長州藩が朝敵とされ、桂は幕府に追われる身となる。二条大橋周辺に乞食の姿となって隠れ潜んでいた桂に、幾松はよく握り飯を持っていったと言う逸話はその頃の事であると考えられる。但し、実際に潜んでいたのは5日ばかりと伝えられる。また、新撰組局長・近藤勇に連行され、桂の居場所を聞かれたこともあったと伝えられている。
桂は、その元治元年（1864年）8月から慶応元年（1865年）4月にかけての間、商人・廣戸家の援助を受けながら出石に潜伏する。名前を廣江孝助と変え、ある時は荒物屋主人、ある時は寺男となり、転々と名所を変えながら潜伏し続けた。この潜伏中、幾松がある会津人に侵されかけたことがあり、その際三味線を折って投げつけ対馬藩邸に助けを求めたという伊藤博文の直話が残っている。
桂が逃れた後、幾松は長府藩士・奥善五六郎と、京師東山の割烹店の主・曙久斎の三名で対馬藩濱屋敷に匿われていたが、次第に幕府の探索が厳しくなってきたため、対馬藩士多田荘蔵が大坂より馬関へと逃した。出石ではなく馬関へと向かわせたのは、幾松の身の危険を案じての事と思われる。
その後、出石潜伏中の桂を迎えに行ったのも幾松である。慶応元年2月初め廣戸甚助が馬関にやってきて、桂が出石に潜伏しているのを知った幾松は、村田蔵六から桂宛の手紙と五十両を預かり、2月7日甚助を案内人に出石へと向かう。が、途中、大阪で甚助が博打で五十両を使い果たし姿を消してしまい、幾松は一人出石まで迎えに行く事となったようだ。3月3日出石に着き桂と再会するが、この時の旅が余程辛かったようで、のち甚助が出石に戻った時、「木戸公がいくら取り成しても夫人は横を向いていた」と、甚助の妹スミは『松菊木戸公逸話』の中で語っている。この時、桂は幾松等を伴って城崎温泉にも行っている。
この出石から桂は幾松・甚助・その弟の直蔵を伴い馬関へ帰国する。途中神戸・金毘羅山などに立ち寄る。
桂の友人の手紙では居をどこに構えるかという内容の手紙もあり、三田尻などの名も挙がっていたが、慶応元年の末か慶応2年初め頃から糸米で桂と暮らし始めたようだ。

### 明治維新後

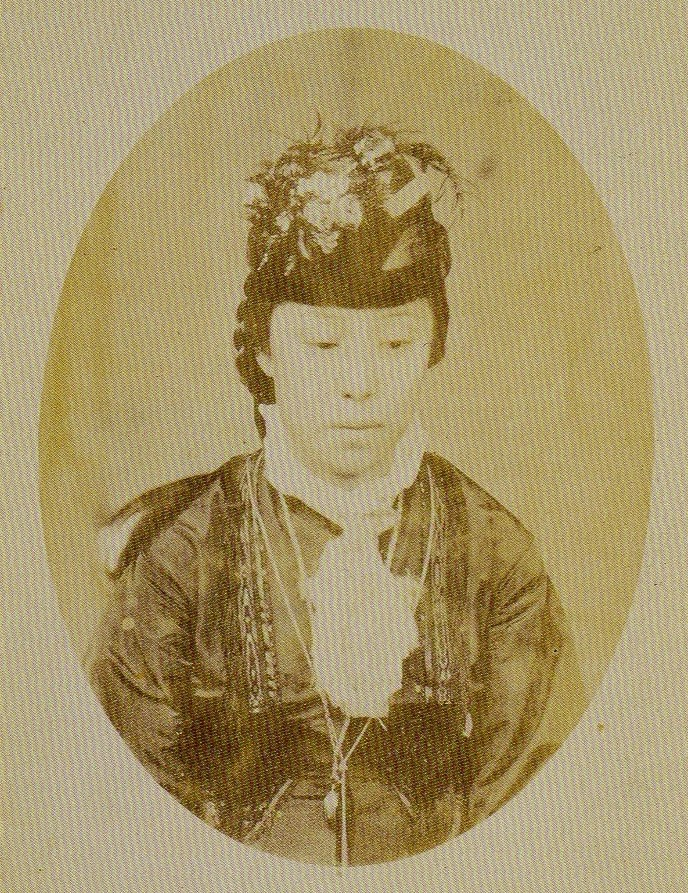
洋装の松子

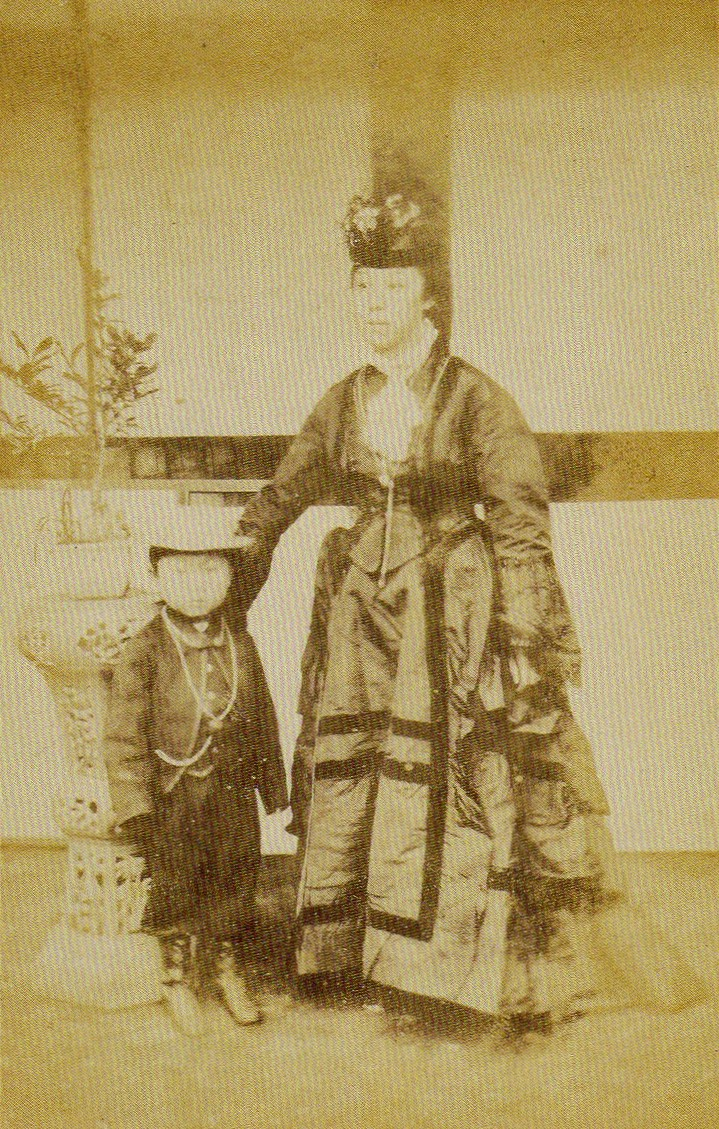
養子の忠太郎と松子

明治元年（1868年）の頃から友人達と婚姻の方法について相談をしているやりとりが、木戸文書の中から読み取れる。
二人が正式に婚姻した時期についても諸説あるが、奥平数馬・杉孫七郎等から木戸宛の手紙によると、明治元年（1868年）8月、ひとまず糸米から京都に呼び寄せられるにあたって、松子は初めて木戸の実家のある萩を訪れ、妹・治子や親戚に挨拶を済ませ、養子の正二郎と共に京都に上京している。この事から、この時に初めて正式に妻として、萩の身内に紹介されたと考えられる。
幾松は長州藩士・岡部富太郎の養女となり、木戸と婚姻、正式に「木戸松子」と名乗る。身分差を超えた初めての正式な婚姻であったと言われる。
明治2年（1869年）6月からは東京で暮らしている。東京での生活は『木戸日記』『木戸文書』『木戸関係文書』によると、木戸は友人達との宴席に松子を伴うことも多かったようだ。また木戸の後輩たちの留守宅へ見舞いの品を届けたりもよくしていた。木戸は明治2年と同9年（1876年）に箱根に療養に行っているが松子も一緒であり、明治9年に箱根へ行ったときは夫婦で皇后・美子にも謁見している。木戸が明治7年（1875年）の台湾出兵問題で下野して山口に帰った時も一緒に帰っている。この頃の日記手紙によると、木戸は外国の友人に、松子のダイヤモンド（金剛石）の指輪を注文している。明治9年には、夫婦で洋行の話が出ており、木戸は二人で行く事を照れながらも、松子の洋装の心配までしていたが、実現する前に木戸が病により亡くなる事となった。

### 晩年
木戸は明治10年（1877年）5月に京都出張中病に倒れ、毎日書いていた日記も5月6日で終わっている。日記によると、5月4日に極めて親しかった伊勢華、奥平数馬、吉富簡一、家令の藤井八十衛、松子の5人に手紙を書いている。現存しているのは松子と吉富宛の二通のようだ。5月6日、木戸危篤の報を聞き、松子は東京を出発、馬車を乗り継ぎ10日には京都へ到着。京都土手町の別邸（現在・京都市職員会館かもがわ  現住所：京都市中京区土手町夷川上る末丸町284番地）で日夜熱心な看病を続けた。5月26日、木戸は原因不明の脳病の発作及び胃病のため病死。
松子は薙髪し「翠香院」と号し京都木屋町へ転居。二人の想い出深い京都にて木戸の墓を護った。
剃髪及び木屋町転居については、当時の新聞各紙や伊藤から井上宛の手紙等々によると、松子は木戸の死後ただちに剃髪し、京都で葬儀及び49日法要を済ませ、7月19日養子の正二郎や孝正（この時の名は来原彦太郎）等と共に東京へ戻ったが、長州の後輩たちの取り決めで、松子は養子の忠太郎と共に京都木屋町に転居する事が決まり、生えてきた剃髪は再び剃らずに切り髪にして結い上げる事の無いよう約束し、12月26日船便で京都へ発った。又、後輩たちの取り決めでは、難波常二郎も木屋町別邸に同居し、三本木別邸は孝正に譲るようになっていたようだが、難波は三本木別邸に住み続けたようだ。
忠太郎の回想では、松子は忠太郎と一人か二人の下女と共に木屋町別邸で余生を過ごした。
忠太郎は明治4年（1871年）4月14日生まれ、松子の妹信と土佐藩に住む松本順造（明治4年（1871年）死亡）の子で、『木戸日記』によると明治8年（1875年）5、6月頃から東京の木戸家に住み始めたようで（この頃松子の両親が東京の木戸家に来ているので一緒に連れて来たとも推察される）、明治9年（1876年）に木戸家の養子として正式に手続されている。
嘉治隆一著『人物万華鏡』の中に、忠太郎が青年時代に書いた養父母・孝允と松子の思い出が載っているが、その文面等から察するに、晩年の松子にとって、忠太郎の養育と成長が生きがいだったようだ。
明治11年（1878年）1月16日付読売新聞には、「翠香院(旧内閣顧問の奥方)は先月28日西京木屋町へ着されて日々招魂場の木戸公の墓へ怠らず参拝」と、明治16年（1885年）2月6日付郵便報知新聞には、木戸未亡人翠香院尼他20名尼講中をつくって市中を仏行してまわる記事が紹介されている。

### 死去

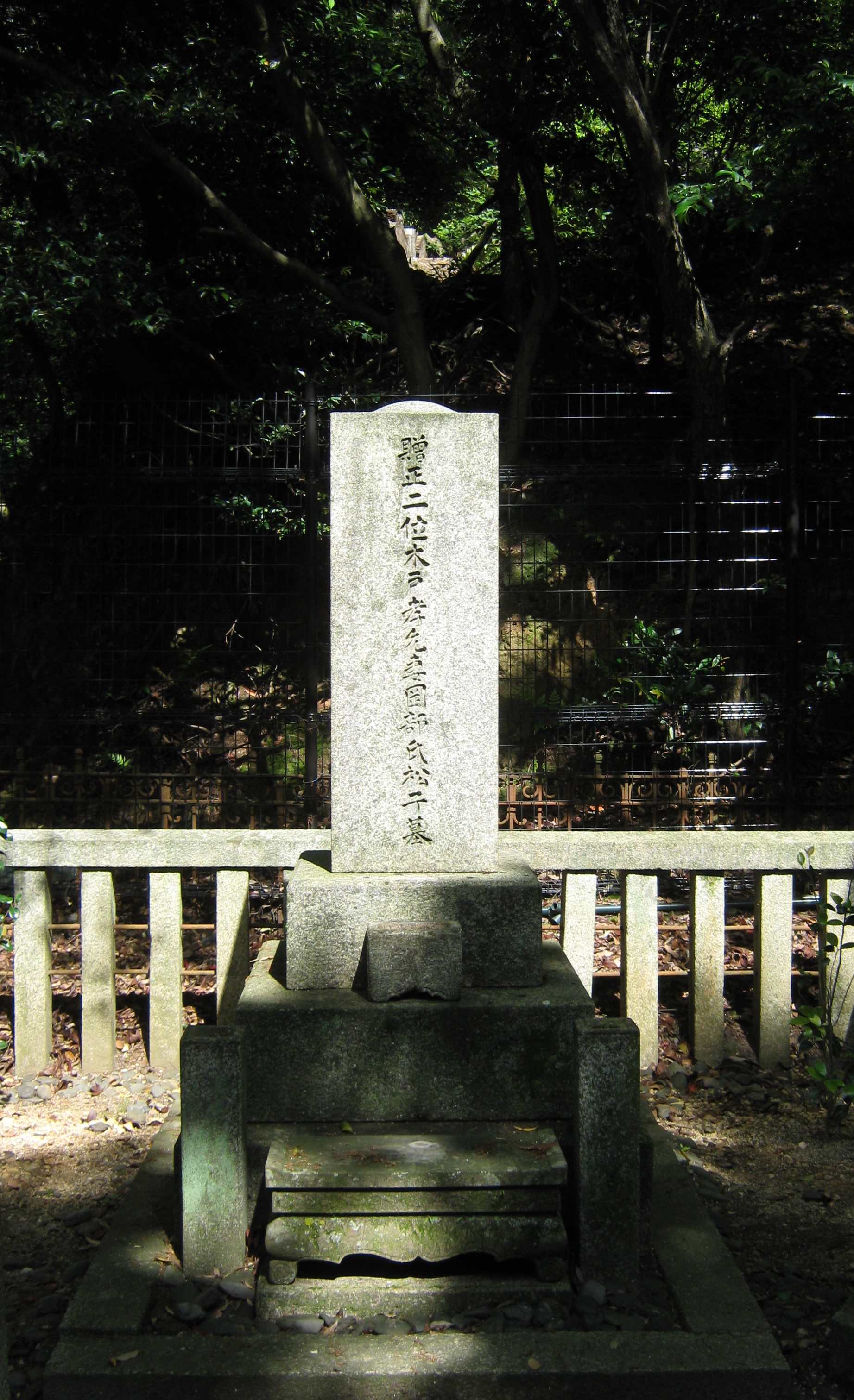
木戸松子の墓、霊山護国神社、京都市東山区

明治19年（1886年）4月10日午前4時、上京31組上樵木町（現住所：京都市中京区木屋町通御池付近）18番地の寄留所にて、胃病により病死。享年44。
4月13日、木屋町宅より出棺される。出棺ルートは木屋町宅→南三條→東縄手→南祇園町→東八軒→南禅寺道を東へ下川原より高臺寺、霊山へ至る。葬儀喪主は侯爵木戸孝正。宗派は本派本願寺派。会葬者は長州出身の紳士、京都裁判所の官吏等の1,000余人。
現在は洛東霊山墓地の夫・木戸孝允の墓の北隣に眠る。法名は翠香院釈貞秀大姉。

#### 翠香院墓誌
「君名松子京都人也為人貞順婉淑文久慶応之際与贈正二位木戸孝允鞅掌知其為人可潔相結託扶之於流離難中終為配　後禍乱戡定立廟堂参与枢機者君貞烈之徳為之補翼居多焉　及公薨薙髪法諱称翠香院寡居木屋町別邸奉仕公廟十年如一日　明治十九年二月罹胃病四月十日終不起享年四十四嵯呼哀哉」

## 補注
1. ↑  『幕末維新大人名事典（上）』（新人物往来社、2010年）p.448
2. ↑  書籍により「幾松は洛北賀茂村の住人の娘やすの娘「幸（ゆき）」である」というものまであるが、若狭出身であると考えるのが妥当である
3. ↑  難波家は木戸文書によれば九条家諸大夫とされているが、地下家伝をはじめとする諸記録では一条家諸大夫とされており、こちらが正しいと思われる。
4. ↑  また、別の説では摂家諸大夫ではなく、夷川富小路西入るの箱職・難波越後との説もある。
5. ↑  幕末維新研究家の長屋芳恵の著述では9歳の頃という説もある。
6. ↑  松下村塾生。木戸孝允の妹・来原治子の義姉である阿喜久の父である。
7. ↑  18番地の寄留所については現在特定されていないが、「木戸翠香院の葬送」を伝える明治19年4月14日水曜日日出新聞で「上來三十一組上樵木町十八番地の寄留所にて療養せられしが去る十一日午前四時遂に死去され」と報じられている。

## 登場作品
テレビドラマ
- 『新選組血風録 』 (1965年、NET、演 : 松村安子)
- 『花神』（1977年、NHK大河ドラマ、演：波乃久里子）
- 『三姉妹』　(1967年、NHK大河ドラマ、演：中村玉緒)
- 『奇兵隊』（1989年、NTV年末時代劇スペシャル、演：池上季実子）
- 『翔ぶが如く』（1990年、NHK大河ドラマ、演：景山仁美）
- 『新選組血風録 』 (1998年、テレビ朝日、演 : 麻乃佳世 )
- 『新選組!』（2004年、NHK大河ドラマ、演：菊川怜）
- 『るろうに剣心 -明治剣客浪漫譚- 追憶編』（1999年、OVA作品、演：薛宏美）
- 『花燃ゆ』（2015年、NHK大河ドラマ、演：雛形あきこ）

ゲーム
- 『剣豪3』

映画
- 『るろうに剣心 最終章 The Beginning』（2021年、演：堀田真由）